# Al-Hadid (Sure)
Al-Hadid (arabisch الحديد al-Ḥadīd ‚Das Eisen‘) ist die 57. Sure des Korans, sie enthält 29 Verse. Sie wurde in Medina verkündet, die ersten sechs Verse vermutlich um die Zeit der Auswanderung, die restlichen Teile werden nach der Niederlage in der Schlacht von Uhud im Jahre 625 datiert. Der Titel bezieht sich auf Vers 25.
Nach dem Lobpreis auf die Allmacht Gottes (Verse 1–6) werden die Muslime zum Spenden und zum Einsatz auf dem Wege Gottes aufgerufen. Es folgen Hinweise auf die Vergänglichkeit des Lebens und auf einige Propheten: Noah, Abraham und Jesus, „den Sohn Marias“. Die Sure schließt mit einer Anrede an die Muslime und an die Leute des Buches. In Vers 27 wird das Mönchtum als Erfindung bezeichnet:
„[…] Und Wir ließen Jesus, den Sohn Marias, folgen und ihm das Evangelium zukommen. Und Wir setzten in die Herzen derer, die ihm folgten, Mitleid und Barmherzigkeit, und auch Mönchtum, das sie erfanden - Wir haben es ihnen nicht vorgeschrieben -, dies nur im Trachten nach dem Wohlgefallen Gottes.“
Das arabische Wort ابْتَدَعُوهَا ist ein Begriff, der die Erfindung insbesondere innerhalb der Religion bezeichnet. In diesem Vers wird das Mönchtum, nach Adel Khoury, grundsätzlich als etwas Positives beschrieben, und auch, dass es durch Gott in die Herzen gesetzt wurde deutet darauf hin, „[…] dies nur im Trachten nach dem Wohlgefallen Gottes […]“, was jedoch durch die Menschen dann nicht eingehalten wurde „[…]. Sie beobachteten es jedoch nicht in der rechten Weise. Und so ließen Wir denjenigen von ihnen, die glaubten, ihren Lohn zukommen. Aber viele von ihnen waren Frevler.“
Laut der klassisch-islamischen Koranexegese ist jedoch das Mönchtum und der potentiell damit verbundene Asketismus in diesem Vers klar negativ konnotiert und wird als Erfindung bezeichnet. Asad, der sich auf Tabari und Az-Zamachscharī beruft, übersetzt besagte Passage mit einer ganz klaren Trennung zwischen den positiven Eigenschaften derer die Jesus folgten wie Mitgefühl und Barmherzigkeit auf der einen, und dem negativ-konnotierten, als Erfindung bezeichneten, Mönchtum auf der anderen Seite. Anmerkend kommt hinzu, dass Asads Übersetzung in diesem Vers die Norm der klassischen Koranübersetzung bzw. des Koranverständnisses im Allgemeinen darstellt.